# Amina Kajtaz
Amina Kajtaz (ur. 31 grudnia 1996 roku w Mostarze) – bośniacka pływaczka, uczestniczka igrzysk olimpijskich w Rio de Janeiro. 

## Igrzyska olimpijskie
Wzięła udział w rywalizacji na dystansie 100 metrów stylem motylkowym na igrzyskach w 2016 roku. W eliminacjach uzyskała rezultat 1:01,67. Czas ten nie dał jej awansu do kolejnego etapu, plasując ją na 35. miejscu końcowej klasyfikacji. 